# Iñaki Peciña
Iñaki Peciña Tomé (* 31. Mai 1988 in Irun) ist ein spanischer Handballspieler, der auf der Spielposition am Kreis eingesetzt wird.

## Karriere

### Verein
Iñaki Peciña lernte das Handballspielen in seiner Heimatstadt bei Bidasoa Irun. Dort gab er auch sein Debüt in der zweiten spanischen Liga, der División de Honor Plata. In der Saison 2010/11 lief er für BM Torrevieja in der ersten spanischen Liga, der Liga Asobal, auf. Die folgende Spielzeit 2011/12 verbrachte er beim SDC San Antonio, der im Sommer 2012 in finanzielle Schwierigkeiten geriet. Daraufhin verließ Peciña San Antonio und wechselte zu BM Valladolid, der im Sommer 2014 ebenfalls Finanzprobleme aufwies. In der Folge spielte der Kreisläufer je eine Saison für Quabit BM Guadalajara, BM Villa de Aranda und Naturhouse La Rioja.
Er wechselte 2017 nach Frankreich, wo er ab der Spielzeit 2017/18 für Pays d’Aix UC in der französischen Starligue auflief. Zur Saison 2022/23 wechselte er für drei Jahre zum Ligakonkurrenten Chambéry Savoie HB.
Peciña kehrte zum Sommer 2025 zurück nach Spanien, wo ihn der Verein Irudek Bidasoa Irun, bei dem er seine Karriere begonnen hatte, unter Vertrag nahm.

### Nationalmannschaft
Iñaki Peciña lief von 2006 bis 2024 in den Nationalmannschaften der Real Federación Española de Balonmano (RFEBM) auf.
Mit der spanischen Jugendauswahl stand er erstmals am 3. November 2006 auf dem Feld. Mit ihr nahm er an der U-19-Weltmeisterschaft 2007 (7. Platz) teil. Bis August 2007 berstritt er 21 Spiele mit der Jugendnationalmannschaft und warf darin 24 Tore.
Vom 26. Dezember 2007 bis August 2009 lief er in 38 Spielen der Juniorennationalmannschaft auf und warf insgesamt 52 Tore. Er nahm an der U-20-Europameisterschaft 2008 (5. Platz) und an der U-21-Weltmeisterschaft 2009 (9. Platz) teil.
In der spanischen A-Nationalmannschaft debütierte Iñaki Peciña am 13. Juni 2018 gegen Polen. Bei den Mittelmeerspielen 2018 gewann er mit Spanien die Bronzemedaille für den 3. Platz. Bei der Europameisterschaft 2022 gewann er mit dem Team die Silbermedaille für den 2. Platz, dabei blieb er in neun Einsätzen ohne Tor. An einer Weltmeisterschaft nahm er erstmals im Januar 2023 in Polen und Schweden teil. Mit der spanischen Auswahl zur Weltmeisterschaft 2023 gewann er die Bronzemedaille. Bei der Europameisterschaft 2024 belegte er mit der spanischen Auswahl den 13. Platz. Bis Januar 2024 absolvierte Peciña  60 Länderspiele für Spanien und warf darin 27 Tore.